# Piton de la Petite Rivière Noire
Piton de la Petite Rivière Noire é a montanha mais alta da República da Maurícia. Está localizada no distrito de Black River, no sudoeste da ilha Maurícia, e tem uma altitude de 828 m acima do nível do mar.